# 执帛
执帛是战国时期楚国所设的一种爵位，位次于执圭。楚汉争霸之时沿用。《汉书·曹参传》中记载曹参曾封此爵。《汉书补注》又说：“《礼》孤执皮帛，楚僭王号，故次于执圭，高祖初起，官爵皆以楚制。”

## 脚注
1. ↑  《汉书·曹参传》：“封参执帛。”颜师古注引郑氏云：“楚爵也。”